# ادوارد هاخوردیان
ادوارد هاخوردیان (ارمنی: Էդուարդ Հախվերդյան؛ ؛ ۴ آوریل ۱۹۵۲) شاعر، مترجم و روزنامه‌نگار و نقاش و عضو اتحادیه نویسندگان ارمنستان است. او که از سال ۱۹۷۰ در ارمنستان اقامت دارد، در ۳۰ سال گذشته بخش عمدهٔ وقتش را صرف ترجمهٔ آثار ادبی معاصر فارسی به زبان ارمنی کرده است. او تنها کسی است که بیش‌ترین حجم ادبیات معاصر ایران را به ارمنی برگردانده و در ارمنستان و آمریکا منتشر کرده است. وی در آرمن‌فیلم نور دار و ماهنامه آغبیور فعالیت می‌کرد. همچنین برندهٔ جوایزی همچون مدال طلای وزارت فرهنگ جمهوری ارمنستان شده است.

## زندگی
ادوارد هاخوردیان در سال ۱۹۵۲ در تهران در خانواده‌ای ارمنی زاده شد. خانوادهٔ وی اصالتاً اهل خمین بودند. وی تحصیلات ابتدایی‌اش را در «مدرسهٔ ملی ارس» به اتمام رساند. در دبیرستان‌های فارسی‌زبان «فرخ‌منش»، «پایدار» و «علوم» درس خواند و سپس در سال ۱۹۷۰ همراه خانواده‌اش به ارمنستان مهاجرت کرد و در شهر اچمیادزین ساکن شد.
او از دوران کودکی به شعر و نقاشی علاقه‌مند بود. در کلاس ششم، نقاشی‌هایش را در تلویزیون نشان دادند که از این بابت او و خانواده‌اش بسیار خوشحال شدند. هاخوردیان از کودکی عشق‌فیلم بود و در ۱۰ سالگی‌اش اگر یک روز سینما نمی‌رفت روزش خراب می‌شد. خانهٔ خانوادهٔ هاخوردیان در آن زمان در خیابان سنایی بود و سینما آتلانتیک نزدیک خانه‌شان قرار داشت و او هر روز به هر زحمتی که بود پول تهیه می‌کرد و می‌رفت فیلم می‌دید. بنا به گفتهٔ خودش، لذت جوانی و کودکی وی فیلم‌دیدن بود و این لذت را مدیون پدرم است.
پدر ادوارد هاخوردیان رانندهٔ ماشین سنگین بود و ماهی یک بار به خانه می‌آمد و هر وقت که می‌آمد خانواده را می‌برد به سینما و همین عشق کودکی ادوارد موجب شد که تاکنون عاشق سینما باشد و هشت سال در آرمن‌فیلم کار کند.
ادوارد وقتی که به همراه خانواده در سال ۱۹۷۰ به ارمنستان مهاجرت کرد ۱۹ ساله بود. او که پیش از مهاجرت به ارمنستان بیشتر با ادبیات خارجی آشنا بود و کمتر ادبیات فارسی را می‌شناخت و اطلاعات وی دربارهٔ ادبیات فارسی محدود به شناختی بود که درس‌های مدرسه به او داده بود، وقتی مجبور به مهاجرت از ایران شد این دوری از زبان فارسی بنا – به گفتهٔ خودش – گویی او را در زندانی اسیر کرده بود که تنها عشق به زبان فارسی امید وی برای آزادی بود. این اشتیاق نسبت به زبان فارسی تبدیل به نوعی حسرت دربارهٔ شعر فارسی شده بود.
در آن زمان به علت وضعیت پردهٔ آهنین در اتحاد جماهیر شوروی، خانوادهٔ هاخوردیان در قفس مانده بودند و دیگر نمی‌توانستند به ایران بازگردند تا خویشاوندانشان را ببینند. بنا به گفتهٔ ادوارد هاخوردیان، در این شرایط تنها چیزی که می‌توانست کمی او را آرام‌تر کند مطالعهٔ کتاب بود؛ آن هم کتاب‌های داستان و اشعار ایرانی. از همین رو، در نخستین فرصتی که به دست آورد به خواندن بوف کور پرداخت و حدود دو سال پس از مطالعهٔ این اثر را صرف ترجمهٔ آن کرد. هاخوردیان ده سال پس از اقامت در ارمنستان کار ترجمهٔ «بوف کور» را آغاز کرد و این ترجمه در سال ۱۹۹۲ با تیراژ پنج‌هزار نسخه در ارمنستان منتشر شد و با انتشارش جامعهٔ ادبی ارمنستان را به حیرت واداشت؛ چرا که در ارمنستان کسی باور نمی‌کرد که در ایران چنین اثر ارزشمندی خلق شده باشد.
او معتقد است ترجمه کار دشواری نیست. به نظر او عشق به ادبیات بسیار ضروری‌تر از زبان است زیرا زبان را به‌آسانی می‌توان آموخت اما اگر عشق وجود نداشته باشد نمی‌توان کاری انجام داد. هاخوردیان معتقد است ترجمه، خلاقیت و هنر است زیرا اگر شعری بگوید که خوب نباشد، می‌گویند که او حرفه‌ای نبوده اما اگر در ترجمهٔ آثار شعرا و نویسندگان بزرگ ایرانی در درک مفاهیم آن‌ها خللی وارد شود می‌گویند فرهنگ ایرانی ضعیف است نه ترجمهٔ او.
هاخوردیان شاعری به تمام معناست که شعر را در رهگذر دشواری‌های زندگی یافته است بلکه همواره سعی دارد شاعرانه زندگی کند. او به ایران عشق می‌ورزد.

## فعالیت ادبی

### ترجمه
هاخوردیان در ۳۰ سال گذشته بخش عمدهٔ وقتش را صرف ترجمهٔ آثار ادبی معاصر فارسی به زبان ارمنی کرده است. او تنها کسی است که بیش‌ترین حجم ادبیات معاصر ایران را به ارمنی برگردانده و در ارمنستان و آمریکا منتشر کرده است.
او برای نخستین‌بار رمان «بوف کور» را به زبان ارمنی برگرداند که این ترجمه در ارمنستان با شگفتی و استقبال خاصی روبه‌رو شد و پس از آن زمینه‌ای فراهم شد تا هاخوردیان جدی‌تر و به‌طور متمرکز اقدام به ترجمهٔ آثار ادبی معاصر فارسی بپردازد. از ترجمه‌های او می‌توان به ترجمهٔ آثار سهراب سپهری، قیصر امین‌پور، شمس لنگرودی، محمدرضا عبدالملکیان، گروس عبدالملکیان، رسول یونان، عباس جهانگیریان، محمدرضا یوسفی، فروغ فرخزاد، صادق چوبک و غلامحسین ساعدی اشاره کرد.
او خود دلیل ترجمهٔ آثار معاصر فارسی به ارمنی را در این می‌داند که در آن دوران به دلیل وابستگی میان ارمنستان با اتحاد جماهیر شوروی؛ مردم این سرزمین شناختشان نسبت به ادبیات فارسی بسیار محدود بود چرا که در دوران شوروی و حکومت شاهنشاهی رابطه‌ای با ایران وجود نداشت. در آن زمان در ارمنستان خبری از شعر و داستان معاصر ایرانی نبود و ارامنه فقط با اشعار خیام، فردوسی، رودکی و حافظ آشنا بودند اما با فرهنگ معاصر ایران کاملاً بیگانه بودند؛ بنابراین او سعی کرد تا مردم ارمنستان را با اشعار و داستان‌های معاصر ایرانی آشنا کند. در این راستا نخستین کارهایی که به ترجمه آن‌ها پرداخت عبارت بودند از: بوف کور، سه قطره خون، دو داستان از صادق چوبک، دو داستان از هوشنگ گلشیری. ترجمه‌های وی با استقبال چشم‌گیر مردم روبه‌رو شد تا جایی که تیراژ آن را به ۵۰۰۰ جلد رساند. بعد از این استقبال، به ترجمهٔ اشعار فروغ فرخزاد پرداخت چرا که همیشه عاشق شعرهای او بود. دو مجموعه فروغ را با عناوین، «تولدی دیگر» و «ایمان بیاوریم به آغاز فصل سرد» را در ارمنستان و در آمریکا به کمک یکی از دوستان به چاپ رساند.
پس از فروغ فرخزاد، به سراغ ترجمهٔ شعرهای سهراب سپهری رفت، در واقع این کار برای وی به عنوان انقلاب درونی بود. او در شعرهای سپهری دیدگاه عمیقی را می‌یافت. در مصاحبه‌هایی که داشت بارها عنوان کرد که هنگام خواندن شعرهای سهراب انگار که انجیل می‌خواند؛ یعنی تصوف سپهری در شعرهایش و طبیعت‌پرستی او باعث آرامش روحی می‌شود. از نگاه هاخوردیان شعر سپهری، هنر خالص است به‌طوری‌که به او بسیار رشک می‌برد. او معتقد است که شعرهای سهراب برای او کشف بسیار بزرگی در شعر بود.

#### همکاری با رایزن فرهنگی ایران در ارمنستان
هاخوردیان پس از انتشار ترجمهٔ اشعار سهراب سپهری، با رایزنی سفارت جمهوری اسلامی ایران همکاری‌اش را شروع کرد. ترجمه دو کتاب «گنبد طلایی» که شامل آثار ۲۴ شاعر معاصر ایران از نیما تا امروز و کتاب «طلوع پیامبر» که شامل اشعار ۲۱ شاعر ایرانی پس از انقلاب ۱۳۵۷ ایران است از سوی رایزن فرهنگی به او پیشنهاد شد و این دو کتاب به همت رایزن فرهنگی جمهوری اسلامی ایران در ارمنستان به چاپ رسید و پس از آن زمینه‌ای فراهم شد که رایزن فرهنگی به او ترجمهٔ قرآن را به زبان ارمنی پیشنهاد بدهد.
هاخوردیان نخستین مترجمی است که قرآن را به زبان ارمنی ترجمه کرده است. او این ترجمه را به سفارش رایزن فرهنگی ایران در ارمنستان انجام داده است.
در سال ۲۰۰۲ در ابتدا رایزن فرهنگی ایران در ارمنستان از او خواست که جز ۳۰ قرآن را از فارسی به زبان ارمنی ترجمه کند. پس از اتمام این جزء و بررسی این ترجمه توسط کارشناسان علوم قرآنی، این جز به صورت مستقل در ارمنستان منتشر شد و پس از آن رایزن فرهنگی ایران در ارمنستان از او خواستند که کل قرآن را ترجمه کند. ترجمه قرآن سه سال طول کشید و این ترجمه با همکاری یک تیم ۱۵ نفره به صورت کامل در سال ۲۰۰۶ منتشر شد. هاخوردیان برای این ترجمه جایزهٔ «دانبق» که هر سال از سوی کانون نویسندگان ارمنستان به یک مترجم تعلق می‌گیرد را از آن خود کرد. ترجمهٔ هاخوردیان از قرآن در ایروان طی مراسمی رونمایی شد و مدال طلای وزارت فرهنگ و هنر ارمنستان به ادوارد هاخوردیان اهدا شد.
حق‌وردیان معتقد است ترجمهٔ قرآن برایش کار با برکتی بود و سه سال انوار قرآن و رحمت الهی را همواره در زندگی‌اش احساس می‌کرد. او بزرگ‌ترین کار و افتخار خود را ترجمهٔ قرآن می‌داند.
البته روی ترجمهٔ قرآن او برخی نقد دارند و معتقدند که مترجمان زبان فارسی در برخی از موارد از پس ترجمهٔ قرآن به زبان فارسی برنیامده‌اند و باید هاخوردیان برای ترجمهٔ قرآن یک مترجم زبان عربی نیز به همراه داشت. این گروه از منتقدان معتقدند که در برخی از موارد مترجمان قرآن به زبان فارسی نیز از منبع اصلی دور شده‌اند و هاخوردیان نیز چون از زبان دوم قرآن را به زبان ارمنی ترجمه کرده است دچار این لغزش خواه-ناخواه شده است. با این همه، چون او نخستین کسی است که جرأت و جسارت این را داشته که قرآن را به زبان ارمنی ترجمه کند کارش را قابل تقدیر است.

### شعر
هاخوردیان سرودن شعر را از همان زمانی آغاز کرد که شروع به خواندن کتاب‌ها و آثار ادبیات فارسی در ارمنستان کرد و چون زبان ارمنی وی ضعیف بود شعرهایش را به زبان فارسی می‌سرود.
همزمان با انتشار بوف کور، نخستین کتاب مجموعه شعر او نیز با عنوان «چهار آوریل» منتشر شد و همچنین هم‌زمان با چاپ اشعار فروغ، دومین کتاب او با عنوان «فرزند ناخلف» بود که بازهم با همت دوستش در آمریکا به چاپ رسید.
بخشی از شعرهای ارمنی وی را «واهه آرمن» به فارسی ترجمه کرده و در ایران منتشر شده؛ البته او شعرهایی هم به زبان فارسی دارد که قصد دارد این شعرها را نیز آماده می‌کرده و در قالب کتاب منتشر کند.

### روزنامه‌نگاری
بخش عمدهٔ ترجمه‌های ادوارد هاخوردیان پیش از انتشار در نشریاتی چون مجلهٔ ادبی گارون، نشریهٔ گراگان ترت، نشریهٔ مهر (نشریهٔ رایزن فرهنگی ایران در ارمنستان) منتشر شده است. او عضو هیئت تحریریهٔ هفته‌نامهٔ «آخبیور» (به معنای چشمه) است. این مجله تنها مجله‌ای است که برای کودکان در ارمنستان منتشر شده و در مدارس توزیع می‌شود.

## نمونه شعر
| سرمای سخت و سوزانی‌ست.            |
| ریش و سبیلم                      |
| مثل ریش و سبیل ژیواگو            |
| یخ بسته است.                     |
| سرخ‌ها                            |
| مرا متهم به نشناختن سرخ‌ها می‌کنند |
| و سفیدها                         |
| متهم به نشناختن سفیدها.          |
| من اصلاً هیچ رنگی را نمی‌شناسم،    |
| من آدم‌ها را می‌بینم               |
| که مثل برگ‌های پاییزی             |
| به زمین می‌ریزند…                 |
| اما لارا                         |
| آن سوی اقیانوس‌هاست.              |
| شلیک نکنید…                      |
| ***                              |
| روزهای سرد و تاریک               |
| در صف نان ایستاده‌ام              |
| در صف نفت                        |
| در صف آب و…                      |
| همیشه دست خالی و سرافکنده        |
| به خانه برگشته‌ام                 |
| اهل خانه می‌گفتند                 |
| بی‌دست‌وپا هستی، بی‌دست‌وپا          |
| چه کار می‌کردم؟                   |
| می‌خواستم نوبت را                 |
| قانون را                         |
| و عدالت را رعایت کنم…            |
| حالا دوباره هر روز               |
| در صف می‌ایستم                    |
| در صف مرگ…                       |
| و هر روز دست خالی و سرافکنده     |
| به خانه برمی‌گردم                 |
| اما اهل خانه و دوستانم نمی‌دانند  |
| کجا می‌روم                        |
| و در صف چه چیزی می‌ایستم          |
| می‌ترسم                           |
| دوباره سرزنش کنند و بگویند       |
| بی‌دست‌وپا هستی؛ بی‌دست‌وپا!         |
| می‌گویند بهشت از آن صبوران است    |
| می‌گویند                          |

## پی‌نوشت
1. 1 2 3 4 5 6 7 8 9 10 11 12 13 14 15 16 17 18 19 20 21 22 23 24 25 26 27  آموسا و  حق‌وردیان، ارامنه تشنهٔ ادبیات….
2. ↑  حق‌وردیان، «چهار شعر از…»، فرهیختگان.
3. ↑  حق‌وردیان، «دو شعر از…»، فرهیختگان.